# Wasserturm Rheydt

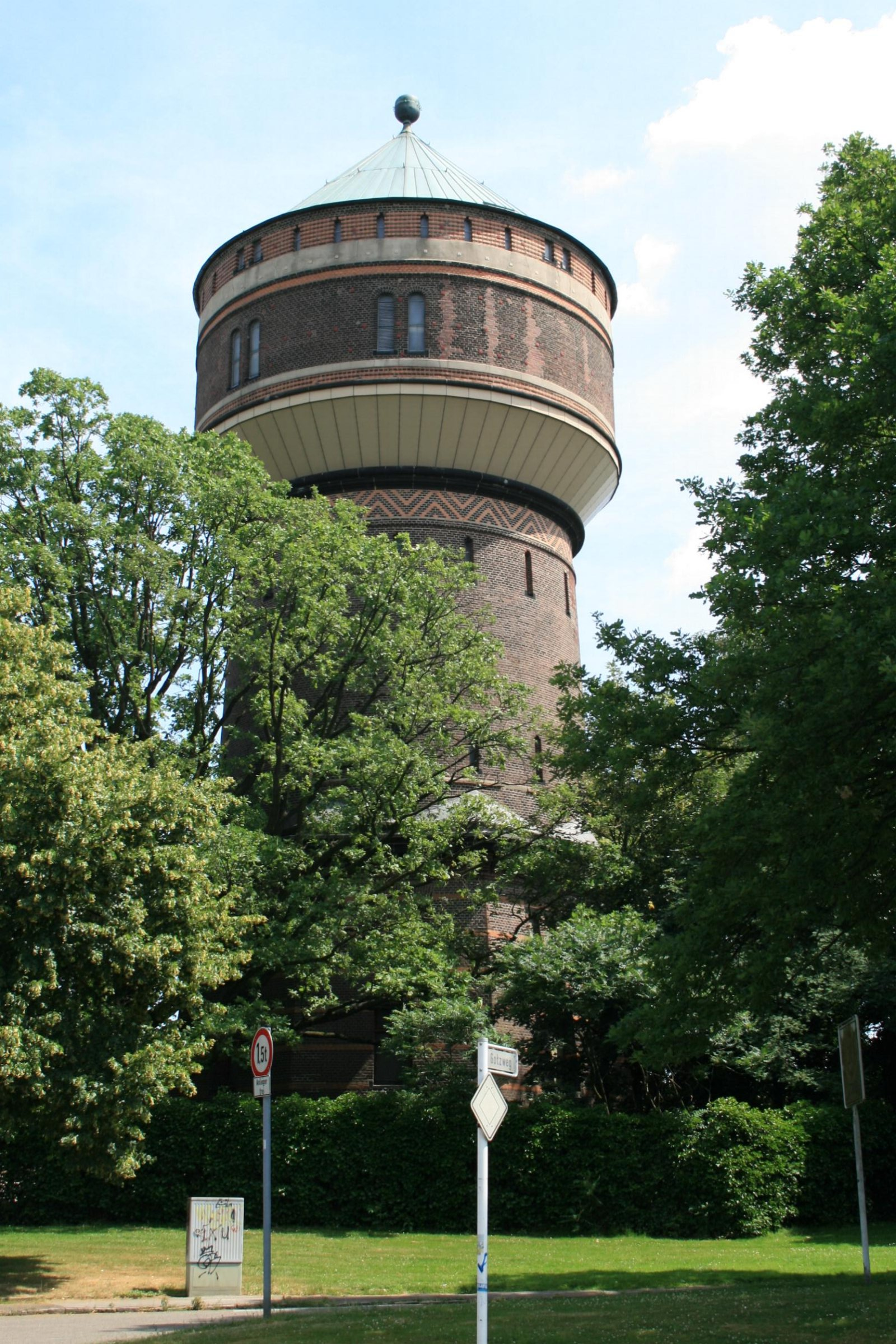
Wasserturm (2010)

Der Wasserturm Rheydt steht im Stadtteil Rheydt in Mönchengladbach (Nordrhein-Westfalen), Wickrather Straße 257.
Das Gebäude wurde 1895 erbaut. Es ist unter Nr. W 015 am 14. Oktober 1986 in die Denkmalliste der Stadt Mönchengladbach eingetragen worden.

## Lage
Der Wasserturm steht in exponierter Lage auf einer Anhöhe zwischen Rheydt und Wickrath und zwar am Straßentreffpunkt Wickrather Straße – Reststrauch.

## Architektur
Der 1895 entstandene Wasserturm besteht aus Unterbau, Schaft und Kopfstück. Seine Höhe beträgt 41,80 m, der Sockeldurchmesser beträgt 13,5 m. Der geböschte 12 m hohe Unterbau ist achteckig und verjüngt sich zu einem mächtigen Gesims. Dort setzt der Schaft des Wasserturmes an. Das Fassungsvermögen des Wasserturms beträgt 600 Kubikmeter.
Der Wasserturm ist von guter bautechnischer Qualität. Aufgrund seiner zeittypischen Schmuck- und Formgebung wie aus technikgeschichtlichen Gründen ist das Bauwerk als Denkmal schützenswert.